# Sun Yujun
Sun Yujun (em chinês:  孙 玉君; Tianjin, 30 de janeiro de 1987) é uma jogadora de polo aquático chinesa.

## Carreira
Sun disputou duas edições de Jogos Olímpicos pela China: 2008 e 2012. Em ambas as ocasiões finalizou a competição no quinto lugar.